# Taifa Silves

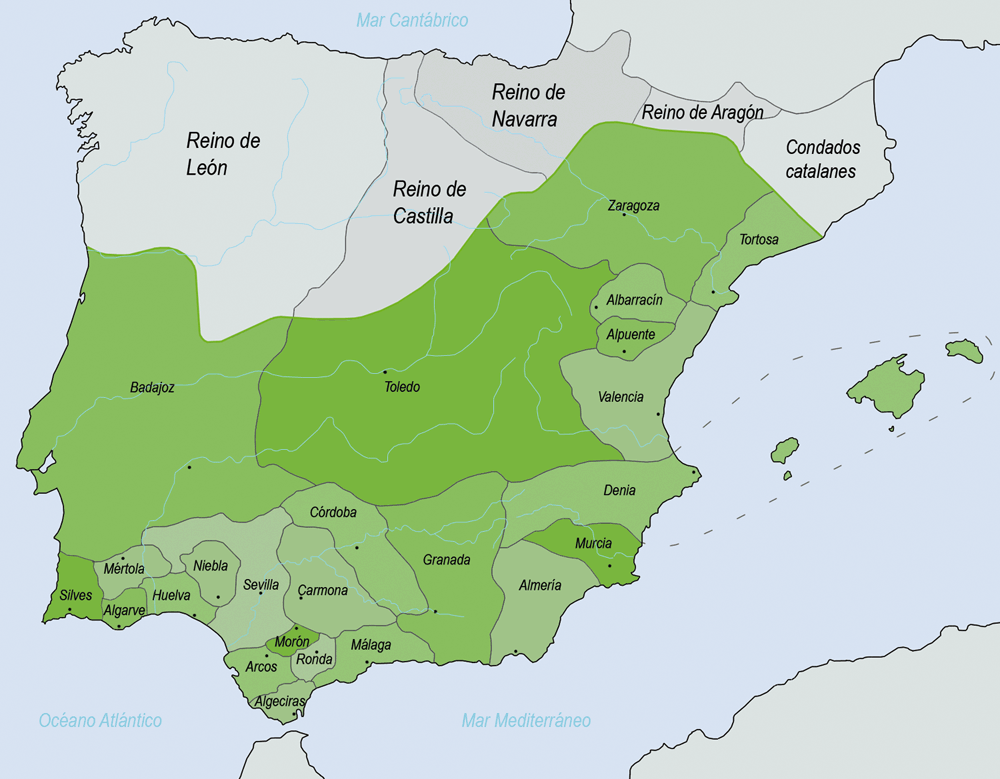
Ligging t.o.v. andere taifa's

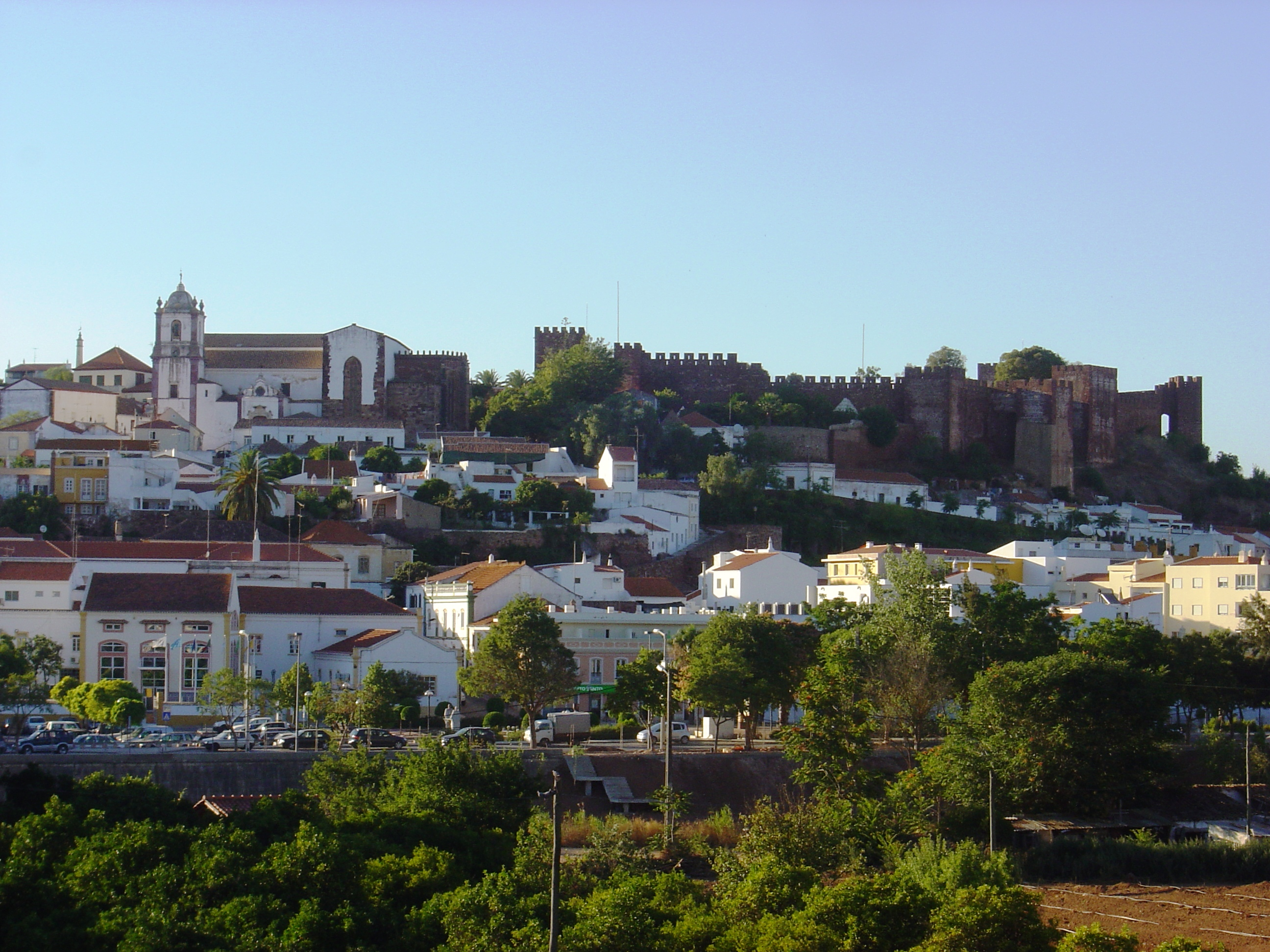
Het moderne Silves, met op de achtergrond het kasteel uit de tijd van taifa Silves

De taifa Silves was een moslimrijkje (taifa) in Gharb Al-Andalus, in de huidige Algarve, in het zuiden van Portugal. De stad Silves (Arabisch: Shilb) was de hoofdstad van de taifa. De taifa kende twee afzonderlijke periodes: van 1040 tot 1063 en van 1144 tot 1151, toen het uiteindelijk werd veroverd door de Almohaden uit Marokko.

## Eerste taifa (1040-1063)
De Banu Mozaine heersten vanaf 1027/1040 over de stad en taifa.
Al-Mu'tadid, de emir van de taifa Sevilla, veroverde de taifa in 1063. Al-Mu'tamid, zijn zoon en een bekende dichter, heerste over de taifa tot 1091, toen het in handen kwam van de Almoraviden uit Marokko.

## Tweede taifa (1144-1151)
Als enige van de Banu al-Mundir regeerde emir Abu al-Walid Mohammed ibn al-Mundir kortstondig van 1144 tot 1151. Hij had de taifa met hulp van Abu Mohammed Siddray ibn Wazir, emir van de taifa Beja en Évora ingenomen, beiden Muridun (volgelingen) van Abu al-Qasim Ahmed ibn al-Husein al-Qasi, die rebelleerden tegen de macht van Sevilla.

## Lijst van emirs
Banu Mozaine
- Issa I ibn Mohammed: 1027-1040/1
- Mohammed I ibn Issa Amid al-Dawla: 1040/1-1048
- Issa II ibn Mohammed al-Muzaffar: 1048-1053
- Mohammed II ibn Issa al-Nasir: 1053-1058
- Issa III ibn Mohammed al-Muzaffar: 1058-1063
- Aan taifa Sevilla: 1063-1091
- Aan Almoraviden uit Marokko: 1091-1144

Banu al-Mundir
- Abu al-Walid Mohammed ibn al-Mundir: 1144-1151
- Aan Almohaden uit Marokko: 1151-1250